# Firass Dirani
Firass Dirani (n. 29 aprilie 1984) este un actor australian de origine libaneză.

## Filmografie

### Film
- Pitch Black (2000) – Ali
- Lost (2000) – John Savvides
- MI7 (2003) – Special Agent
- Change (2003) – Joe Change
- The Marine (2006) – Rebel Leader
- The Black Balloon (2008) – Russell
- Crooked Business (2008) – 'Stand-Up' Stevie
- The Combination (2009) – Charlie
- Killer Elite (2011) – Bakhait
- Last Dance (2012) - Sadiq
- Hacksaw Ridge (2016) - Vito Rinnelli

### Televiziune
- Children's Hospital (1997) – Marc
- Home & Away (1998) – Billy
- The Potato Factory (2000) Mini Series as David Solomon
- My Husband, My Killer as Butch Kalajzich
- White Collar Blue Episode #1.7 (2002) – Nick Zenopoulos
- All Saints Suspicious Minds (2003) – Joe Malouf
- Small Claims: White Wedding (2005) – Benny
- The Silence (2006 film) (2006) – Anthony
- Power Rangers: Mystic Force (2006) – Nick "Bowen" Russell/Red Mystic Ranger
- Kick (2007) – Amen Salim
- East West 101 (2007) – Telal
- Underbelly: The Golden Mile (2010) – John Ibrahim
- The Straits (2012) – Gary Montebello
- House Husbands (2012-prezent) – Justin

### Teatru
- Sydney Dream Ball (2003) – Aerial Acrobat
- Stories (2003)
- A Midsummer Night's Dream (2003) – Puck
- Kid Stakes/Other Times (2003)
- The Tempest (2004) – Caliban